# Derek Toletti
Derek Toletti (Milano, 16 luglio 1982) è un hockeista su ghiaccio italiano oriundo canadese.
Nato in Lombardia, fa le giovanili con l'AS Mastini Varese.
Con la nazionale italiana Under-20 ha giocato 5 incontri nel Campionato mondiale di hockey su ghiaccio Under-20 2002
Ha studiato alla Scuola Europea di Varese.